# Briconville
Briconville település Franciaországban, Eure-et-Loir megyében. Lakosainak száma 268 fő (2022. január 1.). Briconville Berchères-Saint-Germain, Fresnay-le-Gilmert, Bailleau-l’Évêque és Mittainvilliers-Vérigny községekkel határos.

## Népesség
A település népességének változása:
| Lakosok száma | 44   | 78   | 93   | 113  | 210  | 229  | 249  | 263  | 264  | 268  |
|               | 1968 | 1982 | 1990 | 2006 | 2013 | 2015 | 2017 | 2019 | 2020 | 2022 |